# Private equity
Soukromý kapitál (anglicky private equity) obvykle odkazuje na investiční fondy organizované jako komanditní společnosti, které nejsou veřejně obchodovány a jejichž investory jsou zpravidla velcí institucionální investoři, nebo bohatí jednotlivci. Firmy soukromého kapitálu jsou známy pro své rozsáhlé využívání dluhového financování k nákupu společností, které restrukturalizují a pokoušejí se následně prodat za vyšší hodnotu. Dluhové financování snižuje daňové zatížení podniků a je jedním z hlavních způsobů, jakými investují soukromé kapitálové společnosti do podnikání.